# District d'Aarau
Le district d'Aarau est un district suisse du canton d'Argovie, qui englobe l'agglomération d'Aarau au sud du Jura. Sa capitale est Aarau.
Le district compte 13 communes pour une superficie de 104,47 km2 et 81 798 habitants (en 2022).

## Communes
| Nom            | N° OFS | Population (décembre 2022) |
| -------------- | ------ | -------------------------- |
| Aarau          | 4001   | +021 807,                  |
| Biberstein     | 4002   | +001 624,                  |
| Buchs          | 4003   | +008 319,                  |
| Densbüren      | 4004   | +000743,                   |
| Erlinsbach     | 4005   | +004 473,                  |
| Gränichen      | 4006   | +008 432,                  |
| Hirschthal     | 4007   | +001 685,                  |
| Küttigen       | 4008   | +006 547,                  |
| Muhen          | 4009   | +004 049,                  |
| Oberentfelden  | 4010   | +008 760,                  |
| Suhr           | 4012   | +010 968,                  |
| Unterentfelden | 4013   | +004 391,                  |
| Total          | Total  | +081 798,                  |